# Astrid Hohl
Astrid Hohl, nach Heirat Astrid Ayling, (* 9. Dezember 1951 in Aachen) ist eine ehemalige deutsche Ruderin. Ihr größter Erfolg war die Silbermedaille im Doppelzweier bei den Weltmeisterschaften 1974. Nach ihrer Heirat ruderte sie für das Vereinigte Königreich und nahm zweimal an Olympischen Spielen teil.

## Sportliche Karriere

### Deutschland
Astrid Hohl von der Coblenzer RG 1921 gewann bei den Deutschen Meisterschaften im Einer 1970 den Titel vor Regine Adam. 1971 gewann sie erneut, diesmal für den RC Rhenania Koblenz startend. Bei den Europameisterschaften 1971 trat Hohl zusammen mit Bärbel Kornhass im Doppelzweier an und gewann die Bronzemedaille hinter den Booten aus der Sowjetunion und aus der DDR. Bei den Europameisterschaften 1972 belegte Astrid Hohl den vierten Platz zusammen mit Edith Baumann. 1973 siegte Astrid Hohl bei den Deutschen Meisterschaften im Doppelzweier zusammen mit Renate Lantin. Bei den Europameisterschaften in Moskau trat Astrid Hohl zusammen mit Regine Adam an, die beiden erkämpften Bronze hinter den Booten aus der Sowjetunion und aus den Niederlanden. 1974 und 1975 siegten Hohl und Adam bei den Deutschen Meisterschaften. Bei den Weltmeisterschaften 1974 in Luzern standen erstmals Wettbewerbe im Frauenrudern auf dem Programm. Im Doppelzweier siegten Jelena Antonowa und Galina Jermolajewa aus der Sowjetunion mit über zwei Sekunden Vorsprung auf Hohl und Adam, weitere zwei Sekunden dahinter gewann der Doppelzweier aus der DDR die Bronzemedaille. 1975 siegten Antonowa und Jermolajewa auch bei den Weltmeisterschaften in Nottingham, dahinter gewann der Doppelzweier aus der DDR Silber vor den Bulgarinnen. Mit 0,8 Sekunden Rückstand auf die Bulgarinnen belegten Adam und Hohl den vierten Platz.

### Vereinigtes Königreich
Nach ihrer Heirat mit dem britischen Ruderer und Bootsbauer Richard Ayling im Jahr 1976 ruderte Astrid Ayling für den Kingston Rowing Club in Kingston upon Thames. Bei den Weltmeisterschaften 1977 belegte sie zusammen mit Pauline Hart den fünften Platz im Doppelzweier. 1978 und 1979 belegten Ayling und Hart jeweils den siebten Platz. Bei den Olympischen Spielen 1980 ruderte Astrid Ayling zusammen mit Susan Handscombe, die beiden belegten den siebten und letzten Platz. 1981 erreichten die beiden das Finale bei den Weltmeisterschaften in München und belegten den sechsten Platz. 1982 gewann Ayling zusammen mit Rosie Mayglothling den Doppelzweier-Wettbewerb im Rahmen der Henley Royal Regatta. Nach einer Pause kehrte Astrid Ayling 1984 noch einmal zurück und nahm mit dem britischen Achter an den Olympischen Spielen 1984 teil. Die Britinnen belegten den fünften Platz.